# کس‌آباد پایین
کساباد پایین یا امیریه پایین یا امیریه، روستایی از توابع بخش مرکزی شهرستان بجستان در استان خراسان رضوی ایران است.

## جمعیت
این روستا در دهستان جزین قرار داشته و براساس سرشماری مرکز آمار ایران در سال ۱۳۹۰، جمعیت آن ۱۸۳ نفر (۵۶ خانوار) بوده‌است.